# Antonio Ruiz Escaño
Antonio Ruiz Escaño (* 24. Oktober 1951 in Málaga) ist ein ehemaliger spanischer Kinderdarsteller und Stuntman.

## Leben
Als Antoñito Ruiz gelistet, spielte er die Rolle des jungen Fernando in Für ein paar Dollar mehr. Regisseur Sergio Leone hatte ihn von der Straße weg für die Rolle verpflichtet, die zu mehreren Auftritten als Darsteller in den nächsten Jahren bis 1968 führten. Später wurde Ruiz Stuntman und Vorsitzender einer lokalen Schauspielervereinigung, die in Mini-Hollywood und Texas Hollywood in der Nähe von Almería Stuntshows aufführte.
Nach einigen Engagements als Stuntman für Filme verlegte sich Ruiz auf Personenschutz und Tätigkeiten als Autor.

## Filmografie (Auswahl)
- 1965: Für ein paar Dollar mehr (Per qualche dollari in più)
- 1965: 100.000 Dollar für einen Colt (La muerte cumple condena)
- 1966: Zwei glorreiche Halunken (Il buono, il brutto, il cattivo)
- 1967: Der Kampf (The Long Duel)
- 1968: Pancho Villa reitet (Villa Rides)